# 大阪府農林会館

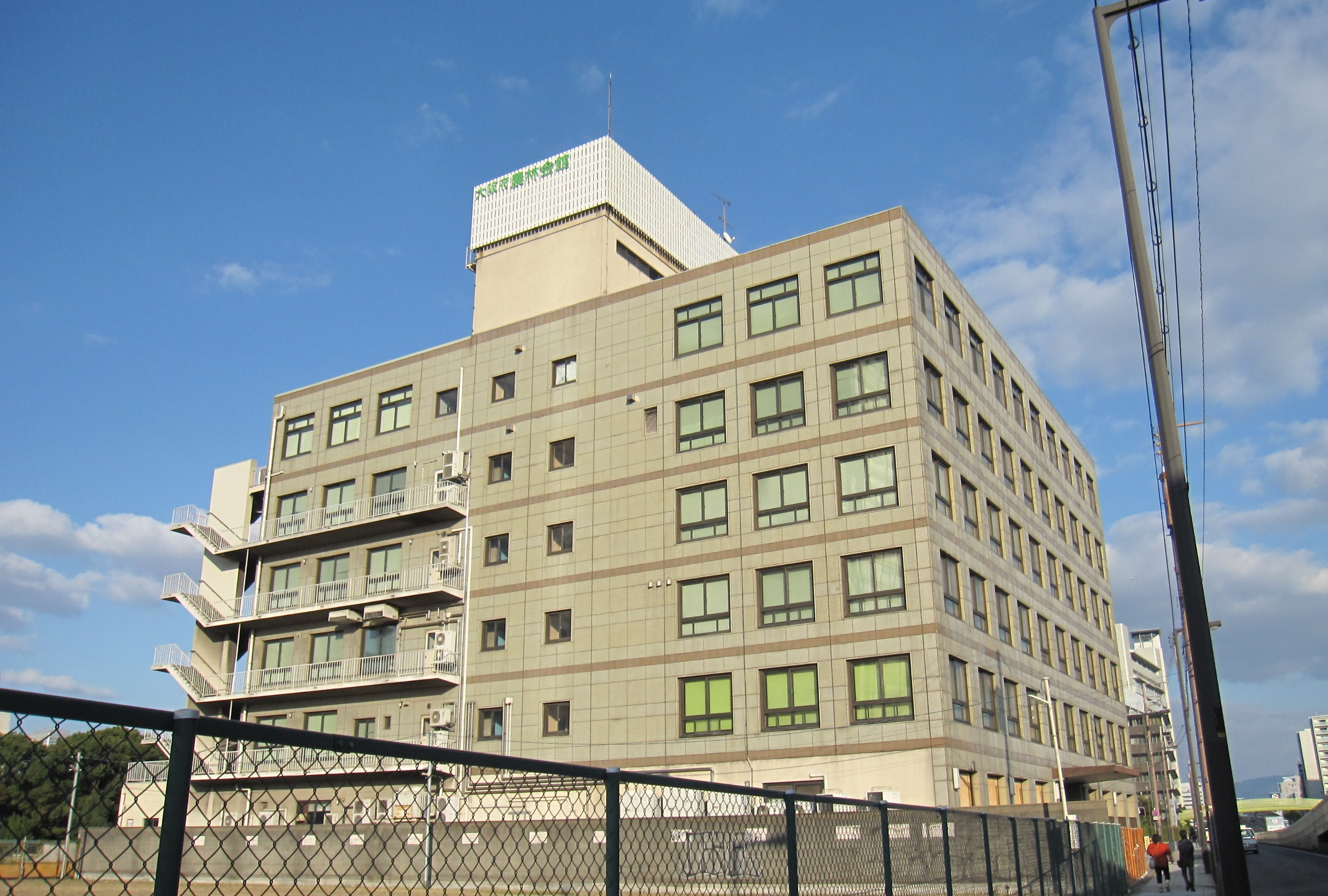
在りし日の大阪府農林会館（2012年）

大阪府農林会館（おおさかふのうりんかいかん）は、かつて大阪市中央区馬場町に存在した建築物。
なお、同区南船場に位置する近代建築の大阪農林会館とは別の建物である。

## 概要
大阪城の南側、難波宮跡公園の北側に位置した。
大阪府信用農業協同組合連合会が土地を無償提供する代わりに会館の建設を要望し、大阪府が約3億円の費用をかけて建設した。連合会は1960年（昭和35年）から2010年（平成22年）まで入居していた。2006年（平成18年）には耐震調査で強度不足が発覚したが、財政難で補強工事は進まなかった。連合会の退去後は閉鎖され、廃墟化していたが、2013年（平成25年）に解体された。
- 規模：地上6階建、地下1階建
- 住所：〒540-0007 大阪市中央区馬場町3番35号

なお、当該敷地は都市計画公園「難波宮跡公園」として都市計画決定している